# Pedro Herrera Camarero
Pedro Herrera Camarero (n. Valladolid, 18 de enero de 1909 - f. Buenos Aires, 28 de octubre de 1969) fue un anarcosindicalista español.

## Biografía
Trabajador ferroviario, en 1927 se estableció en Barcelona donde fue militante de la CNT y de la FAI. Fue uno de los principales líderes de la Federación Anarquista Ibérica. Como representante de la FAI firmó los pactos de unidad de acción UGT-CNT-PSUC-FAI en Barcelona el 11 de agosto de 1936 y 22 de octubre de 1936. Fue consejero de Sanidad y Asistencia Social de la Generalidad de Cataluña desde el 16 de diciembre de 1936 al 3 de abril de 1937 como representante la CNT. 
Al acabar la Guerra civil española se exilió a Perpiñán, donde fue miembro del consejo general del Movimiento Libertario Español y en abril de 1947 fue nombrado Secretario General de la CNT del exilio. Durante el gobierno Negrín lideró la corriente crítica de la FAI contra el "colaboracionismo" de la CNT con el gobierno.